# Klînînî, Volociîsk
Klînînî (în ucraineană Клинини) este o comună în raionul Volociîsk, regiunea Hmelnîțkîi, Ucraina, formată numai din satul de reședință.

## Demografie
Componența lingvistică a comunei Klînînî
     Ucraineană (99,16%)
     Alte limbi (0,84%)
Conform recensământului din 2001, majoritatea populației comunei Klînînî era vorbitoare de ucraineană (99,16%), existând în minoritate și vorbitori de alte limbi.